# عين سلطان (ولاية سعيدة)
```

```

تقع بلدية عين السلطان في دائرة أولاد إبراهيم ولاية سعيدة الجزائرية. يقدر عدد سكانها 2000 نسمة تأسست سنة 1985

## الموقع
تقع عين السلطان في ولاية سعيدة تبعد حوالي 23 كم عن الولاية يحدها شمالا ولاية معسكر وجنوبا بلدية الرباحية وغربا دائرة سيدي بوبكر وشرقا دائرة أولاد إبراهيم تمتاز بارض فلاحية بالدرجة الأولى وتعتبر خزان ثاني بالمياه العذبة

## الطابع السياحي
تحوي البلدية على عدة مرافق سياحية منها شلالات تيفريت وينابيع سيدي ميمون ومغارات الموجودة مثلا في تيفريت وواد الشهاري و"زغبي "سيدي ميمونوبعض الغابات الخلابة مما يضفي عليها طابع سياحي طبيعي رعوي وكذلك صفاء هوائها مما يساعد على أخذ ومعالجة امراض الربو والحساسية

## المناخ
يمتاز مناخها بالبرودة شتاء والحرارة صيفا وذلك نظرا لارتفاعها عن سطح البحر باكثر من 800 متر وجو جميل جدا في الربيع بما يمتاز من اعشاب طبية وأخرى صحية
=

## قرى ومداشر
سيدي ميمون تقع شمال البلدية وتعتبر أكبر تجمع سكاني بعد البلدية يحدها شمالا عوف -معسكر- شرقا بوشيخي غربا أولاد إبراهيم
بوشيخي تقع شمال غرب البلدية يحدها شمالا البنيان -معسكر- جنوبا حمام ربي -سيدي بوبكر سعيدة-وشرقا سيدي عيسى وغربا سيدي ميمون
تيفريت جنوب غرب البلدية يحدها شمالا قروج زحزح وغربا عين الزرقاء وجنوبا الحساسنة وشرقا أولاد إبراهيم وكذلك تمتاز بمناظر خلابة وشلالات تجعل منها قبلة للمتنزهين
قروج زحزاح اصغر تجمع سكاني يحدها شملا وغربا عين السلطان وجنوبا العيون وتيفريت وشرقا أولاد إبراهيم
قرنيدة تعتبر اصغر تجمع سكني وتبعد حوالي 11 كم عن البلدية

## أعلام
- لخضر بومدين